# Thomas Reed Powell
Thomas Reed Powell (* 29. April 1880 in Richford, Vermont; † 16. August 1955) war ein US-amerikanischer Rechts- und Politikwissenschaftler, der 1936/37 als Präsident der American Political Science Association (APSA) amtierte. Zu diesem Zeitpunkt war er Professor an der Harvard University.
Powell machte 1900 seinen Bachelor-Abschluss an der University of Vermont und 1904 den Jura-Abschluss an der Harvard University. Dann praktizierte er zwei Jahre als Rechtsanwalt in Burlington, Vermont. Anschließend studierte er Politikwissenschaft an der University of Illinois. 1913 wurde er an der Columbia University zum Ph.D. promoviert und im selben Jahre zum außerordentlichen Professor für Verfassungsrecht ernannt. Von 1920 bis 1925 war er an der Columbia University Full Professor und wechselte dann an die Harvard University, wo er von 1925 bis zu seiner Emeritierung 1949 als Verfassungsrechtler lehrte. Danach war er bis 1955 Professor an der Suffolk University.
1931 wurde Powell in die American Academy of Arts and Sciences gewählt.
Powells Vater war der Anwalt und Politiker E. Henry Powell.

## Schriften (Auswahl)
- Vagaries and varieties in constitutional interpretation. Columbia University Press, New York 1956.
- Constitutional law in 1921–1922. The Michigan law review association, Ann Arbor 1923.
- Constitutional law in 1919–1920. The Michigan law review association, Ann Arbor 1921.
- The changing law of foreign corporations.  Academy of Political Science, New York 1918.